# 9206 Yanaikeizo
9206 Yanaikeizo (1994 RQ) là một tiểu hành tinh vành đai chính được phát hiện ngày 1 tháng 9 năm 1994 bởi K. Endate và K. Watanabe ở Kitami.